# Lancelot Royle
Sir Lancelot Carrington „Lance“ Royle KBE (* 31. Mai 1898 im London Borough of Barnet; † 19. Juni 1978 in London) war ein britischer Sprinter.
Bei den Olympischen Spielen 1924 in Paris gewann er mit der britischen Mannschaft Silber in der 4-mal-100-Meter-Staffel. Über 100 m erreichte er das Viertelfinale.
Als Manager leitete er nach seiner sportlichen Karriere unter anderem die Einzelhandelskette The Home and Colonial Stores. 1944 wurde er als Knight Commander des Order of the British Empire (KBE) geadelt.